# Cerkev sv. Katarine, Lendava
Cerkev sv. Katarine je župnijska cerkev župnije Lendava. Stoji ob v središču Lendave, nasproti nekdanje veleblagovnice Mercator.

## Zgodovina
Že v času knezov Koclja in Pribine, ko sta sveta brata Ciril in Metod širila katoliško vero, se v zgodovinskih virih okoli leta 840 omenja tudi prva cerkev v Lendavi, ki je bila med najverjetneje med priselitvijo Madžarov uničena. V obdobju vladavine prvega madžarskega kralja Štefana I. Ogrskega so leta 1100 novozgrajeno cerkev posvetili Mariji. Na mestu sedanje župnijske cerkve je bila okrog leta 1503 zgrajena manjša cerkev.  
Med reformacijo so Banffyji prevzeli luteransko vero in ji ostali zvesti do leta 1598, ko je Krištof prestopil v katoliško vero, pri gradu pa je dal graditi cerkvico, ki so jo dokončali leta 1608. Ta je leta 1683 zgorela, naslednje leto so jo popravili in sezidali oboke, uporabljali pa so jo za verske obrede, dokler niso knezi Esterhazyji v letih 1749–1751 dali zgradaditi sedanjo župnijsko cerkev, posvečeno sv. Katarini. Cerkev je leta 1751 posvetil zagrebški škof Franc Tauzy. Za glavnim oltarjem jo krasi slika sv. Katarine Sienske, zavetnice znanosti in študentov. Slika je delo italijanskega slikarja Barazuttija iz leta 1800. Zidavo cerkve so prilagodili cesti, zato ni obrnjena proti vzhodu. V cerkvi so štirje stranski oltarji. Zidana je v čistem baročnem slogu, katerega pa so razna popravila nekoliko pokvarila. Okoli glavnega oltarja so nameščeni štirje veliki svetniki: sv. Ambrož, sv. Hieronim, sv. Gregor in sv. Avguštin.
Pod cerkvijo je bila kripta, v kateri so leta 1790 kot prvega pokopali upravitelja Esterhazyjevega posestva Antona Tarnucia, nazadnje (v letu 1916) pa Mihaela Tarnocyja. V vizitacijskem zapisniku iz leta 1778 se navaja, da so bili že tedaj verski obredi v madžarskem in vendskem (slovenskem) jeziku. Med prvo svetovno vojno so župnijski cerkvi, za vojaške potrebe, odvzeli vse zvonove, z novimi so jih nadomestili šele deset let pozneje, leta 1926.

## Novejši dogodki v župniji
Leta 1973 so na cerkvi sv. Katarine postavili nov strelovod, novo župnišče so v Lendavi začeli graditi leta 1983. Veliko delo pri vzdrževanju so opravili 1991. leta. Na cerkvi so odstranili del zunanjega in notranjega ometa, naredili drenažo in pod cevi dali grafitno mrežo, enako na zidove, vse to pa priključili na električni enosmerni tok.  

## Arhitektura
Cerkev je baročna. Ladja ima polkrožno zaključen prezbiterij. Zakristija je nižja in pravokotna, kapela pa je polkrožno zaključena. Zvonik je na zahodni strani in je bogato profiliran.